# Liste des colonies portugaises
 (mars 2022).
La mise en forme du texte ne suit pas les recommandations de Wikipédia : il faut le « wikifier ».
Les points d'amélioration suivants sont les cas les plus fréquents. Le détail des points à revoir est peut-être précisé sur la page de discussion.
- Les titres sont pré-formatés par le logiciel. Ils ne sont ni en capitales, ni en gras.
- Le texte ne doit pas être écrit en capitales (les noms de famille non plus), ni en gras, ni en italique, ni en « petit »…
- Le gras n'est utilisé que pour surligner le titre de l'article dans l'introduction, une seule fois.
- L'italique est rarement utilisé : mots en langue étrangère, titres d'œuvres, noms de bateaux, etc.
- Les citations ne sont pas en italique mais en corps de texte normal. Elles sont entourées par des guillemets français : « et ».
- Les listes à puces sont à éviter, des paragraphes rédigés étant largement préférés. Les tableaux sont à réserver à la présentation de données structurées (résultats, etc.).
- Les appels de note de bas de page (petits chiffres en exposant, introduits par l'outil «  Source ») sont à placer entre la fin de phrase et le point final[comme ça].
- Les liens internes (vers d'autres articles de Wikipédia) sont à choisir avec parcimonie. Créez des liens vers des articles approfondissant le sujet. Les termes génériques sans rapport avec le sujet sont à éviter, ainsi que les répétitions de liens vers un même terme.
- Les liens externes sont à placer uniquement dans une section « Liens externes », à la fin de l'article. Ces liens sont à choisir avec parcimonie suivant les règles définies. Si un lien sert de source à l'article, son insertion dans le texte est à faire par les notes de bas de page.
- La présentation des références doit suivre les conventions bibliographiques. Il est recommandé d'utiliser les modèles {{Ouvrage}}, {{Chapitre}}, {{Article}}, {{Lien web}} et/ou {{Bibliographie}}. Le mode d'édition visuel peut mettre en forme automatiquement les références.
- Insérer une infobox (cadre d'informations à droite) n'est pas obligatoire pour parachever la mise en page.

Pour une aide détaillée, merci de consulter Aide:Wikification.
Si vous pensez que ces points ont été résolus, vous pouvez retirer ce bandeau et améliorer la mise en forme d'un autre article.
Cece-ci est une liste des territoires qui ont fait partie de l'Empire portugais en ordre alphabétique,,,.

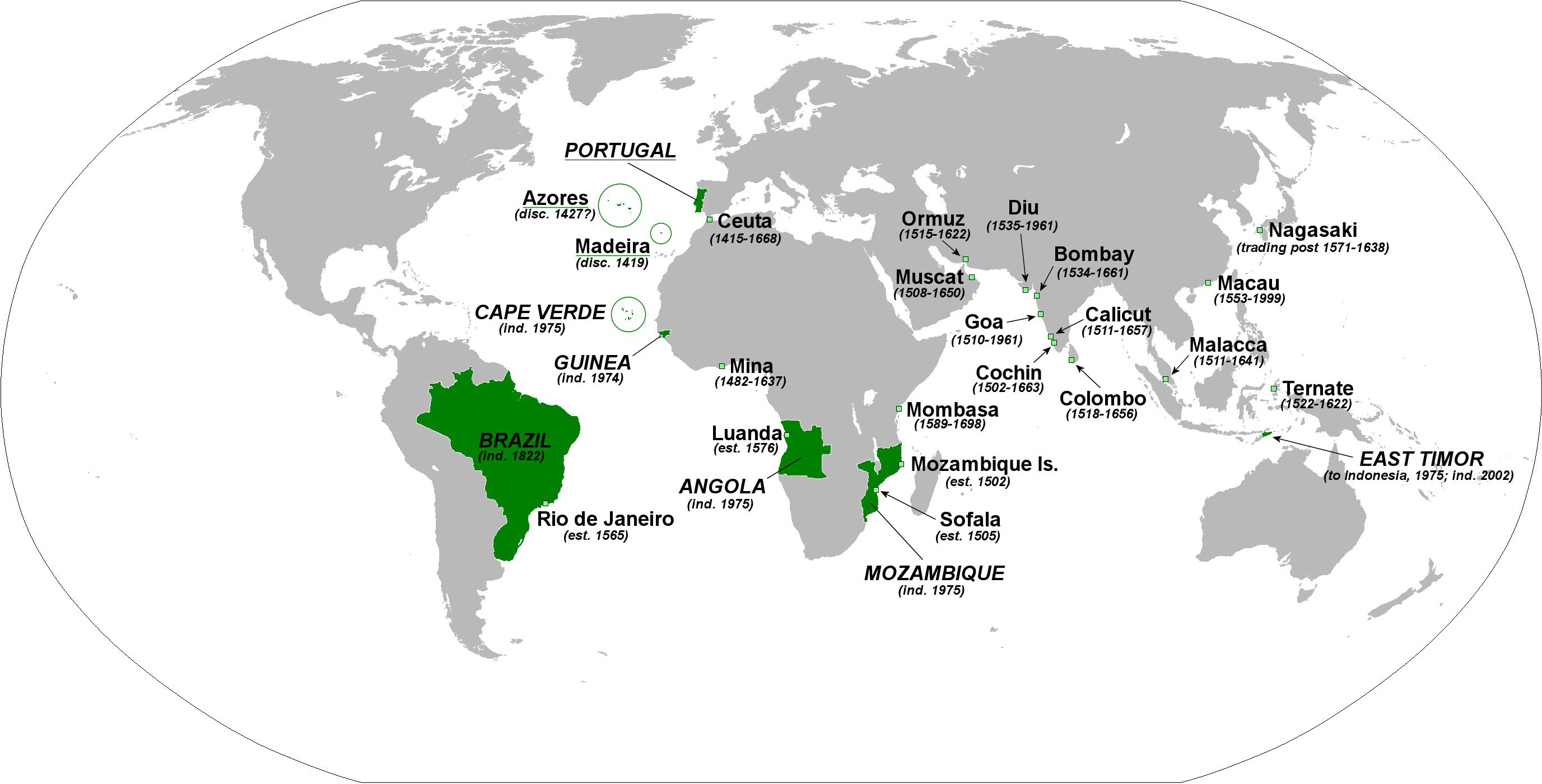
Pays possédant des territoires historiques de l'Empire Portugais (achronique)

## A
- Accra (1557-1578)
- Açores - colonie (1427-1766); capitainerie-générale (1766-1831); ancien district d'outre-mer (1831-1976). Région Autonome depuis 1976.
- Angola - colonie (1575-1589); colonie réelle (1589-1951); province d'outremer (1951-1971); État (1971-1975). Devenu indépendant le 1975.
- Arguim - Comptoir, a été occupée par les Hollandais (1455-1633).

## B
- Bahreïn (1521-1602)
- Bandar Abbas (Iran) (1506-1615)
- Barbade (1536-1620)
- le Brésil - possession connue comme Illa de Vera Cruz, postérieurement Terra de Sainte Cruz (1500-1530); Cologne (1530- 1714); Vice-royauté (1714-1815); Royaume-Uni de Portugal, du Brésil et des Algarves (1815-1822), Devenu indépendant en 1822.

## C
- Cabinda - protectorat (1883-1887); district du Congo (Portugais) (1887-1921); intendance subordonnée à Maquela (1921-1922); dépendance au district du Zaïre (Portugais) (1922-1930); Intendance du Zaïre et Cabinda (1930-1932); intendance d'Angola (1932-1934); dépendance d'Angola (1934-1945); restaurée comme district (1946-1975). Contrôlée par le Front national de libération de l'Angola comme partie de l'Angola devenue indépendante le 1975 non reconnue par le Portugal ni l'Angola.
- Cap-Vert - colonisation (1462-1495); domaine des colonies réelles (1495-1587); colonie réelle (1587-1951); province ultramarine (1951-1974); République Autonome (1974-1975). Indépendance en 1975.
- Ceylan - colonie (1597-1658). Les Hollandais se sont emparés de son contrôle le 1656, Jaffna usurpée le 1658.
- Cisplatine - Occupée par le Portugal le 1808, Capitainerie du Royaume-Uni de Portugal, le Brésil et Algarves le 1817, adhéré comme province à l'empire du Brésil le 1822 et devenu indépendant le 1827 sous le nom d'Uruguay.
- Côte du Ouro Portugaise - (1482-1642), cédée à Côte du Ouro Hollandaise le 1642

## F
- Fernando Pó et Ano Bom - colonies (1474-1778). Cédées en Espagne le 1778.

## G
- Guyana Française - occupation (1809-1817). Restituée à la France en 1817.
- la Guinée portugaise (actuelle Guinée-Bissau)- colonie (1879-1951); province d'outre-mer (1951-1974). Indépendance unilatérale déclarée le 1973, reconnue par le Portugal le 1974.
  - Cacheu - capitainerie (1640-1879). Union avec Bissau le 1879.
  - Bissau - Sous colonisation de Cacheu (1687-1696); capitainerie (1696-1707); abandonnée (1707-1753); colonie séparée de Cap Vert (1753-1879). Union à Cacheu le 1879.

## I
- l'Inde portugaise - province ultramarine (1946-1962). Annexée en Inde le 1961 et reconnue par le Portugal le 1974.
  - Baçaim (actuellement Vasai-Virar) - possession (1535-1739)
  - Mumbai (aussi appelée de "Mumbai") - possession (1534-1661)
  - Cananor - possession (1502-1663)
  - Calecute - place fortifiée (1512-1525)
  - Cochim - possession (1500–1663)
  - Chaul - possession (1521-1740)
  - Chittagong (1528-1666)
  - Cranganor - possession (1536-1662)
  - Daman - acquisition le 1559. Union comme province ultramarine le 1946, annexée en Inde le 1961 et reconnue par le Portugal le 1974.
  - Dit - acquisition le 1535. Union comme province ultramarine le 1946, annexée en Inde le 1961 et reconnue par le Portugal le 1974.
  - Dadrá et Nagar Haveli - acquisitions le 1779. Occupées par l'Inde le 1954.
  - Goa - colonie (1510-1946). Devenu partie de province ultramarine le 1946, annexée en Inde le 1961 et reconnue par le Portugal le 1974.
  - Hughli (1579-1632)
  - Coulão (1502-1661)
  - Masulipatão (1598-1610)
  - Mangalore (1568-1659)
  - Nagapattinam (1507-1657)
  - Paliacate (1518-1619)
  - Salsette (1534-1737)
  - São Tomé de Meliapore - colonisation (1523-1662; 1687-1749)
  - Surate (1540-1612)
  - Thoothukudi (1548-1658)
- Indonésie (enclaves) Possessions portugaises entre les siècles XVIes-XIXes.
  - Bante - Usine portugaise (XVIe – XVIIIe siècles)
  - Flores - Possession portugaise (XVIe – XIXe siècles)
  - Macassar - Usine portugaise (XVIe – XVIIe siècles)

## L
- Laquedivas (1498-1545)
- Liampó (1533-1545)

- Macau - établissement (1553-1557), territoire cédé par la Chine subordonné à Goa (1557-1844); province ultramarine conjointe au Timor oriental (1844-1883); province ultramarine conjointe au Timor oriental en relation à Goa (1883-1896); province ultramarine le relation à Goa (1896-1951); province ultramarine (1951-1975); territoire chinois sous administration portugaise (1975-1999). Restituée à République Populaire de la Chine comme Région administrative spéciale le 1999.
  - Péninsule de Macau - établissement des Portugais le 1553 ou le 1554
  - Coloane - occupation le 1864
  - Taipa - occupation le 1851
  - Illa Verda - incorporée le 1890
  - Îles Lapa, Dôme João et Montanha - occupation officielle (1938-1941). Prisonnière de nouveau au Japon et restituée à la Chine.
- Madère - possession (1418-1420); colonie (1420-1580); colonie réelle (1580-1834); district (1834-1976). Déclarée Région Autonome le 1976.
- Malaca - conquise (1511-1641); perdue pour les Hollandais.
- Maldivas - occupation (1558-1573)
- le Marroc (enclaves):
  - Ceuta - possession (1415-1668). Fut cédée en Espagne le 1668.
  - Aguz (1506-1525)
  - Au-Ksar se-Seghir (1458-1550)
  - Arzila (1471-1550; 1577-1589). Restituée au Marroc le 1589.
  - Azamor (1513-1541). Ville restituée au Marroc le 1541.
  - Essaouira (autrefois nommée "Mogador") (1506-1525)
  - Mazagão/Le Jadida (1485-1550); possession (1506-1769). Incorporation au Marroc le 1769.
  - Safim (1488-1541)
  - Sainte Cruz du Cabo de Gué/Agadir (1505-1541)
  - Tânger (1471-1662). Cédée en Angleterre le 1662.
- Mascat (Oman) - possession portugaise subordonnée à la Vice-royauté de Goa (1500-1650).
- Melinde - Usine portugaise (1500-1630).
- le Mozambique - possession (1498-1501); inférieure à Goa (1501-1569); capitainerie-générale (1569-1609); colonie subordonnée à Goa (1609-1752); colonie (1752-1951); province ultramarine (1951-1971); été (1971-1974); je gouverne de transition intégrante représentantes de Portugal et du Frelimo (1974-1975). Indépendance le 1975.
- Molucas
  - Amboina - colonisation (1576-1605)
  - Ternate - colonisation (1522-1575)
  - Tidore - colonie (1578-1605). Capturée par les Hollandais le 1605.
- Mombassa (la Kenya) - occupation (1593-1638); colonie subordonnée à Goa (1638-1698; 1728-1729). Sous souveraineté d'Oman depuis 1729.

## N
- Nagasaki (1571-1639). Perdue aux Hollandais.

## O
- Ormuz - possession subordonnée à Goa (1515-1622). Incorporée à l'Empire perse le 1622.
  - Forte de Queixome - bâti à l'Île de Qeshm, au Détroit de Ormuz (1621-1622)
  - Forte de Nossa Senhora da Conceição de Ormuz - Île de Gerun, au Détroit de Ormuz (1615-1622)

## Q
- Quíloa - possession (1505-1512)

## S
- Nova Cologne du Sacramento - colonie (1680; 1683-1705; 1715-1777). Cédée en Espagne le 1777.
- São João Baptista de Ajudá - fort subordonné au Brasil (1721-1730); inférieure à São Tomé et Príncipe (1865-1869). Annexée à Daomé le 1961.
- São Jorge da Mina (1482-1637). Occupation hollandaise le 1637.
- São Tomé et Príncipe - colonie réelle (1753-1951); province ultramarine (1951-1971); administration locale (1971-1975). Indépendance le 1975. Union à l'Île du Príncipe le 1753.
  - São Tomé - possession (1470-1485); colonie (1485-1522); colonie réelle (1522-1641); administration pendant l'occupation hollandaise (1641-1648). Occupation française le 1648.
  - Illa du Príncipe - colonie (1500-1573). Union à São Tomé le 1753.
- Socotora - possession (1506-1511). Devenu partie du Sultanat Mahri de Qishn et Suqutra.

## T
- le Timor oriental - colonie subordonnée en Inde Portugaise (1642-1844); inférieure à Macau (1844-1896); colonie séparée (1896-1951); province ultramarine (1951-1975); république et proclamée Indépendance unilatérale, annexée en Indonésie (1975-1999), reconnaissance de l'ONU comme territoire portugais. Administration de l'ONU de 1999 jusqu'à l'indépendance le 2002.
- Tanganica (Actuelle Tanzanie) - Établissements portugais placés au littoral (1500-1630).

## Z
- Zanzíbar - possession (1503-1698). Devenu partie d'Oman le 1698.
- Ziguinchor (1645-1888). Cédé aux Français le 1888.